# Elezioni generali in Sierra Leone del 2018
Le elezioni generali in Sierra Leone del 2018 si tennero il 7 marzo (primo turno) e il 31 marzo (secondo turno) per l'elezione del Presidente e il rinnovo del Parlamento.
Lo svolgimento delle consultazioni è stato posticipato rispetto alla scadenza naturale del mandato: il presidente uscente Ernest Bai Koroma, infatti, si era insediato il 23 novembre 2012 e, in base a quanto stabilito dalla Costituzione, le elezioni avrebbero dovuto tenersi entro tre mesi dal termine del mandato, ossia entro il febbraio 2018.

## Risultati

### Elezioni presidenziali
| Candidati                   | Partiti                            | I turno   | I turno | II turno  | II turno |
| Candidati                   | Partiti                            | Voti      | %       | Voti      | %        |
| --------------------------- | ---------------------------------- | --------- | ------- | --------- | -------- |
| Julius Maada Bio            | Partito del Popolo di Sierra Leone | 1 097 482 | 43,26   | 1 319 406 | 51,81    |
| Samura Kamara               | All People's Congress              | 1 082 748 | 42,68   | 1 227 171 | 48,19    |
| Kandeh Yumkella             | Grande Coalizione Nazionale        | 174 014   | 6,86    |           |          |
| Samuel Sam-Sumana           | Coalizione per il Cambiamento      | 87 720    | 3,46    |           |          |
| Mohamed Kamaraimba Mansaray | Partito Democratico dell'Alleanza  | 26 704    | 1,05    |           |          |
| Gbandi Jemba Ngobeh         | Fronte Unito Rivoluzionario        | 12 827    | 0,51    |           |          |
| Musa Tarawally              | Partito Demcoratico Cittadino      | 11 493    | 0,45    |           |          |
| Altri <10000 voti           | -                                  | 44 134    | 1,74    |           |          |
| Totale                      | Totale                             | 2 537 122 | 100     | 2 546 577 | 100      |

### Elezioni parlamentari
| Liste                              | Voti | %   | Seggi |
| ---------------------------------- | ---- | --- | ----- |
| All People's Congress              |      |     | 68    |
| Partito del Popolo di Sierra Leone |      |     | 49    |
| Coalizione per il Cambiamento      |      |     | 8     |
| Grande Coalizione Nazionale        |      |     | 4     |
| Indipendenti                       |      |     | 3     |
| Capi eletti                        |      |     | 14    |
| Totale                             |      | 100 | 146   |